# Kudajewa
Kudajewa (biał. Кудаева; ros. Кудаево, Kudajewo) – wieś na Białorusi, w obwodzie witebskim, w rejonie orszańskim, w sielsowiecie Andrejeuszczyna, nad Dnieprem.
Znajduje się tu wielki kamień kudajewski, trzeci co do wielkości eratyk na Białorusi.